# Inna Osypenko-Radomska
Inna Osypenko-Radomska est une kayakiste ukrainienne pratiquant la course en ligne née le 20 septembre 1982.
Médaillée de bronze olympique en 2004 à Athènes en kayak à quatre 500 m, elle remporte quatre ans plus tard le titre olympique en kayak monoplace 500 m à Pékin. Aux Jeux olympiques de 2012, Inna Osypenko est double médaillée d'argent, en kayak monoplace 200 m et 500 m.